# Sekundäres Kohlenstoffatom
| Sekundäres Kohlenstoffatom                                                 |
| -------------------------------------------------------------------------- |
|                                                                            |
| Strukturformel von Propan (das sekundäre Kohlenstoffatom ist rot markiert) |

Ein sekundäres Kohlenstoffatom ist ein Kohlenstoffatom, welches an zwei weitere Kohlenstoffatome gebunden ist. Aus diesem Grund sind sekundäre Kohlenstoffatome in allen Kohlenwasserstoffen mit mindestens drei Kohlenstoffatomen zu finden. In unverzweigten Alkanen handelt es sich bei den inneren Kohlenstoffatomen immer um sekundäre Kohlenstoffatome (siehe Abbildung).
|                                        | Vergleich von sekundären mit primären, tertiären und quartären Kohlenstoffatomen (rot) |                            |                           |                           |
|                                        | Primäres Kohlenstoffatom                                                               | Sekundäres Kohlenstoffatom | Tertiäres Kohlenstoffatom | Quartäres Kohlenstoffatom |
| Allgemeine Struktur (R = Organyl-Rest) |                                                                                        |                            |                           |                           |
| Auszug aus Strukturformel              |                                                                                        |                            |                           |                           |